# Жамбильський сільський округ (Мактааральський район)
Жамби́льський сільський округ (каз. Жамбыл ауылдық округі, рос. Жамбылский сельский округ) — адміністративна одиниця у складі Мактааральського району Туркестанської області Казахстану. Адміністративний центр — село Кенесшили.
Населення — 10210 осіб (2021; 9695 у 2009, 8014 у 1999, 6682 у 1989).
Станом на 1989 рік існувала Кенесшильська сільська рада (села Джамбул, Жалин, Кенесшиль, Прогрес). 1993 року на території колишньої сільради було утворено два сільських округа — Абайський сільський округ та Жамбильський сільський округ. Однак 1997 року вони були об'єднані в один — Жамбильський. 2023 року до складу Ільїчівської селищної адміністрації передано 0,21 км² Жамбильського сільського округу.

## Склад
До складу округу входять такі населені пункти:
| Населений пункт | Колишні назви | Населення, осіб (1989) | Населення, осіб (1999) | Населення, осіб (2009) | Населення, осіб (2021) |
| --------------- | ------------- | ---------------------- | ---------------------- | ---------------------- | ---------------------- |
| Абай, село      | Жалин         | 237                    | 223                    | 4159                   | 4279                   |
| Жамбил, село    | Джамбул       | 2580                   | 2619                   | 2845                   | 3028                   |
| Кенесшили, село | Кенесшиль     | 2831                   | 2218                   | 1371                   | 1563                   |
| Кокпарсай, село | Прогрес       | 1034                   | 2954                   | 1320                   | 1340                   |